# Kostel svatého Bartoloměje (Křepice)
Kostel svatého Bartoloměje je římskokatolický chrám v obci Křepice v okrese Břeclav. Je chráněn jako kulturní památka České republiky.
Kostel je jednolodní orientovaná stavba s půlkruhovým závěrem kněžiště a čtyřbokou věží v průčelí. Jde o příklad prolínání forem pozdního baroka a nastupujícího klasicismu na konci 18. století v době josefinismu.
Kostel byl dostavěný v roce 1791. Má tři oltáře, v pozadí hlavního oltáře je Kalvárie. Na stavbu byl použit i materiál ze starého kostela, který byl zbořen. Na věži jsou tři zvony, největší pochází z roku 1522, druhý byl vyroben kolem roku 1490. Třetí zvon – „umíráček“ – pochází z roku 1951.
Jde o farní kostel farnosti Křepice u Hustopečí.